# Gaz naturel liquéfié
Vous lisez un « bon article » labellisé en 2020.
Pour les articles homonymes, voir GNL.

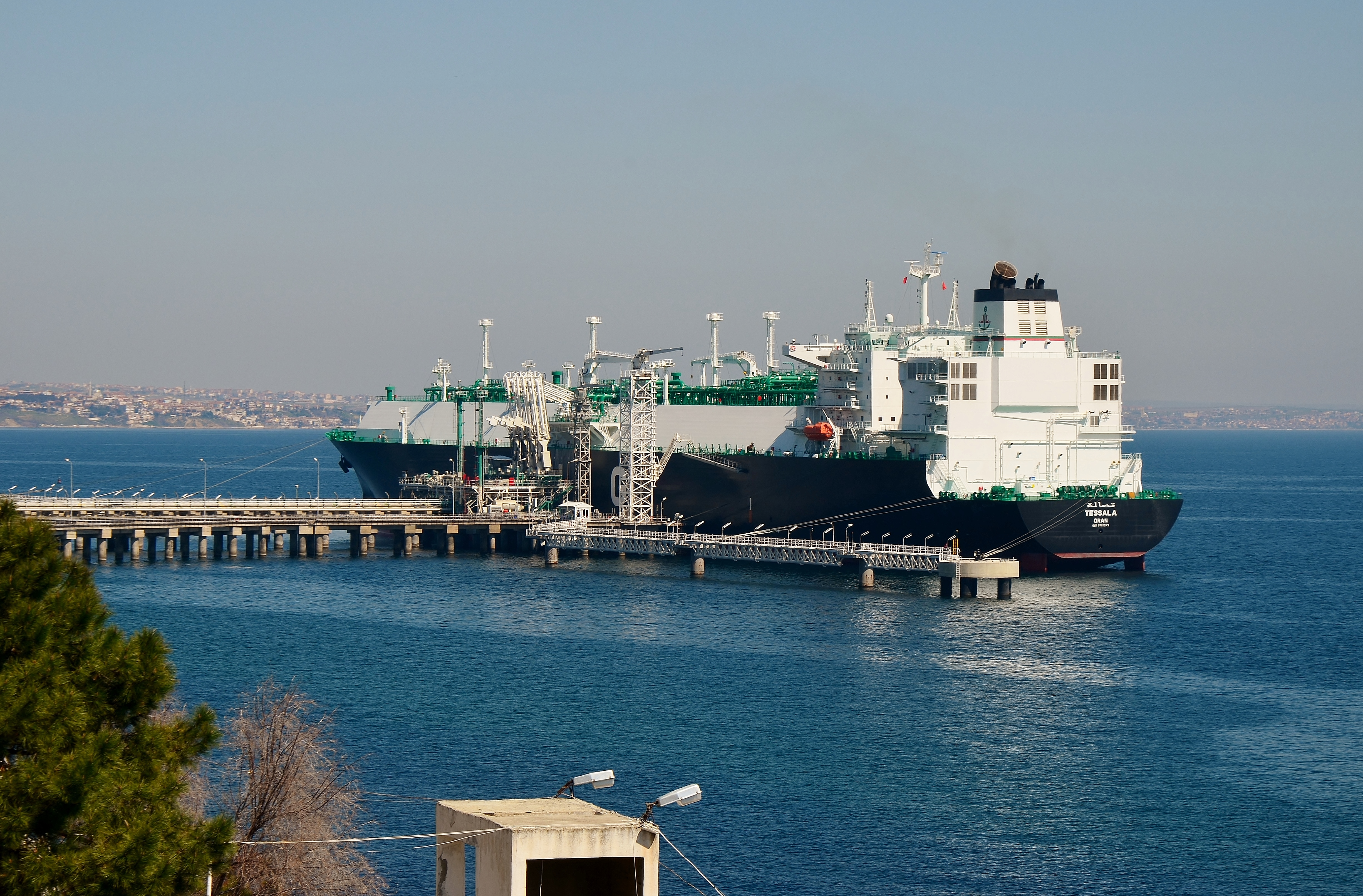
Un méthanier dans le terminal de Marmara.

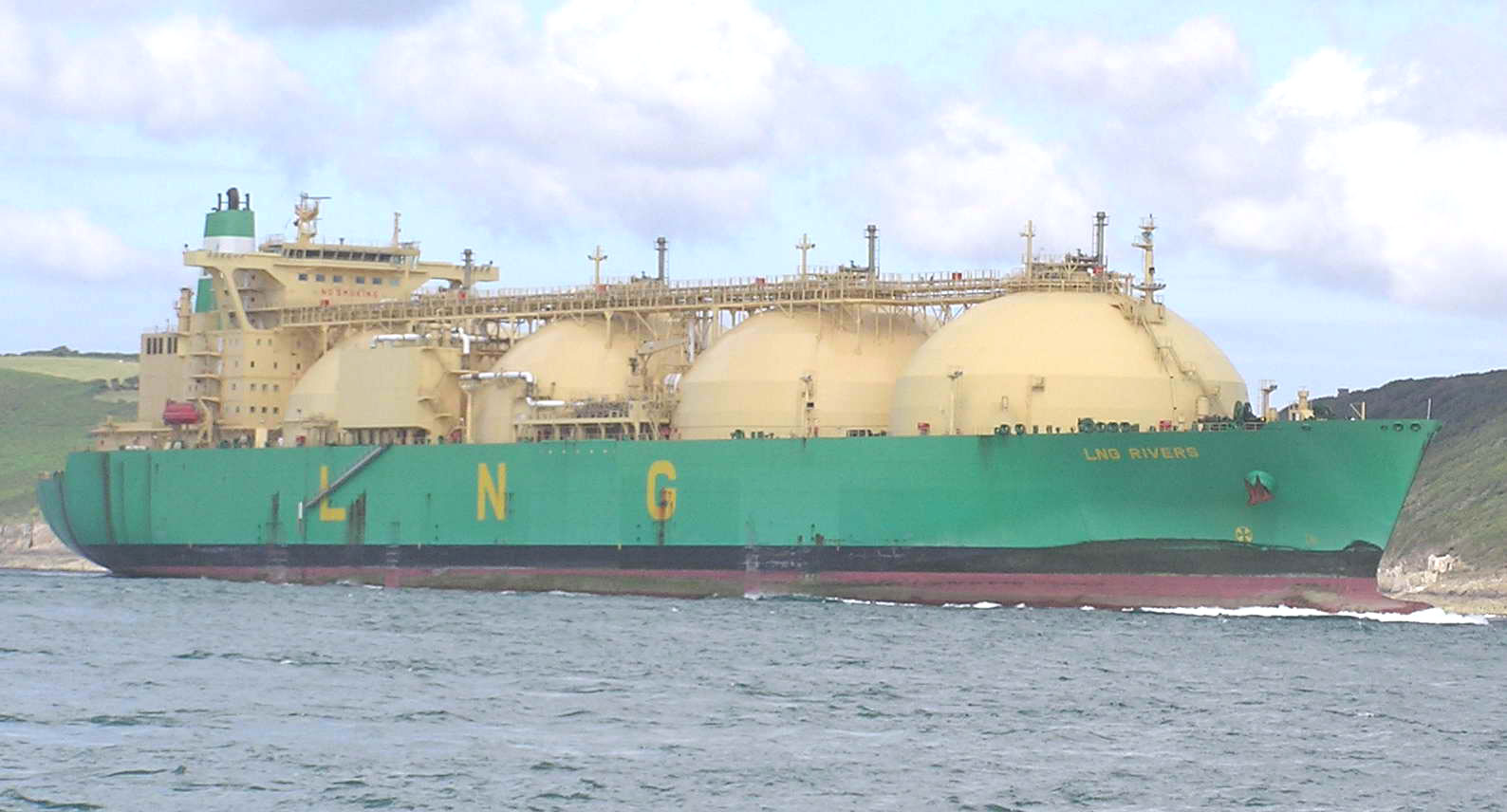
Transporteur de GNL.

Le gaz naturel liquéfié (abrégé en GNL, ou LNG de l'anglais liquefied natural gas) est du gaz naturel de qualité commerciale condensé à l’état liquide. 
Il se compose essentiellement de méthane mais comprend aussi jusqu'à 10 % d'éthane et de petites quantités d'autres gaz (propane et butane notamment). Le méthane devient liquide à une température de −161 °C à pression atmosphérique, il prend la forme d'un liquide clair, transparent, inodore, non corrosif et non toxique. Sous cette forme, le gaz a une masse volumique de 422,62 kg/m3, occupant six cents fois moins de volume que sous sa forme usuelle dans les conditions normales de température et de pression et 2,5 fois de moins que compressé à 200 bars. En tant que carburant, son PCI est de 22,4 MJ/L, soit 60 % de celui du gazole.
Industriellement, le GNL est produit en grande quantité dans des usines cryogéniques. Il est principalement utilisé comme un moyen de transporter le gaz naturel de pays producteurs vers des pays consommateurs par voie maritime. Environ 13,4 % du gaz naturel produit dans le monde en 2022 est acheminé selon cette méthode. Il peut aussi être vendu comme énergie finale, c'est-à-dire directement à des utilisateurs, comme carburant pour navires ou pour véhicules terrestres, et comme solution d'approvisionnement en gaz naturel pour des sites non reliés au réseau. Son rôle dans l'approvisionnement énergétique mondial est en croissance.
Le GNL ne doit pas être confondu avec le gaz de pétrole liquéfié, constitué principalement de propane et de butane, hydrocarbures saturés à trois et quatre atomes de carbone respectivement (contre un seul pour le méthane) ; ni avec les liquides de gaz naturel, aussi appelés condensats, qui sont une essence naturelle obtenue par condensation des hydrocarbures allant du pentane (cinq carbones) à l'octane (huit carbones) à la sortie des puits de gaz naturel.

## Généralités

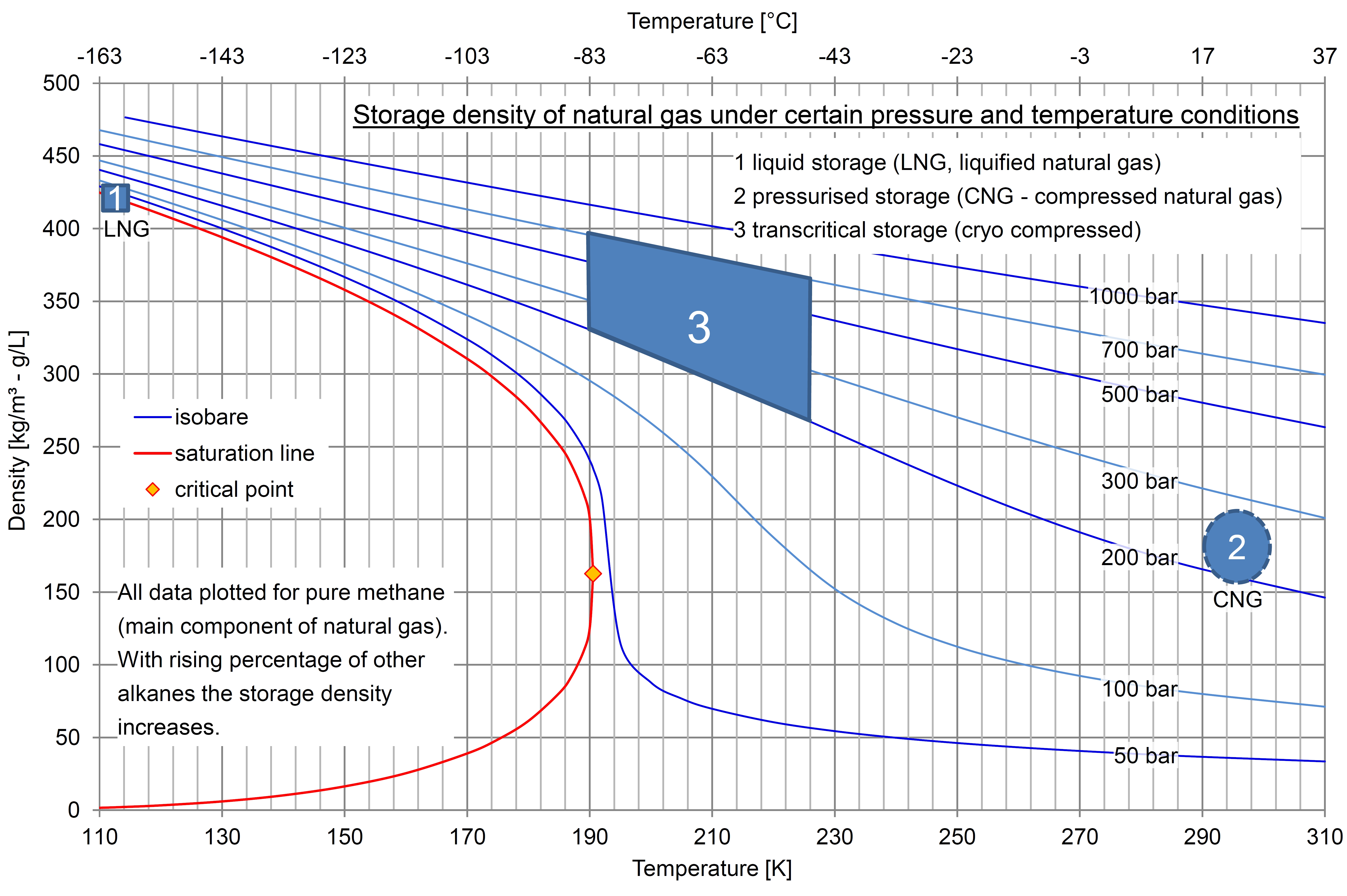
Diagramme de phase : température-masse volumique, conditions de stockage du GNL et du gaz comprimé (GNC).

### Liquéfaction
Le gaz naturel liquéfié est produit à partir de gaz naturel, par cryogénie, et nécessite une température de −163 °C. C'est un procédé très consommateur d'énergie, même si son efficacité a été considérablement améliorée au cours des années. Dans les régions où il ne peut être injecté dans le réseau de gaz ni consommé sur place, le biométhane (ou biogaz raffiné) peut aussi être liquéfié, on le nomme alors parfois LBG pour « liquefied biogas » (biogaz liquéfié). Une demande nouvelle pourrait émerger dans le domaine de la motorisation de navires et péniches par des carburants verts de ce type.
Quel que soit le procédé cryogénique retenu, la liquéfaction du gaz naturel demande un important apport d'énergie mécanique pour actionner les pompes ou compresseurs. Ainsi les différents processus existants pour réaliser la cryogénisation sont souvent comparés du point de vue de leur consommation énergétique, souvent exprimée en kilowatt-heure (mécaniques) consommés par kilogramme de GNL produit.

#### Pré-traitement du gaz
Lorsque le gaz naturel utilisé est « brut », c'est-à-dire tel qu'il sort du puits, il peut contenir, en proportion très variables, des impuretés qui sont principalement le dioxyde de carbone, le sulfure d'hydrogène, et le diazote, ainsi que des coproduits à grande valeur ajoutée tels que le butane, le propane, et l'hélium. La composition du gaz naturel dépend fortement du gisement d'où il provient. Tous ces composants vont être extraits préalablement au processus de liquéfaction ou au cours de celui-ci. Le pré-traitement (avant liquéfaction) du gaz brut consiste essentiellement en une étape de traitement du gaz naturel par les amines, qui extrait le sulfure d'hydrogène et le dioxyde de carbone. Le dioxyde de carbone, qui endommagerait les unités de liquéfaction en s'y solidifiant si on ne le séparait pas du gaz brut, est généralement considéré comme un déchet. En revanche, le sulfure d'hydrogène peut être utilisé pour la production commerciale de soufre. Ensuite, le gaz est déshumidifié, puis traverse un filtre à charbon actif dont la principale fonction est de capturer les traces de mercure présentes dans le gaz.

#### Cycles ouverts
Dans les procédés en cycle ouvert, le gaz naturel à liquéfier passe lui-même à travers les compresseurs, il est utilisé comme fluide frigorigène. La façon la plus simple de liquéfier un gaz est l'effet Joule-Thomson, qui consiste simplement à comprimer le gaz, le refroidir avec un échangeur de chaleur, puis le détendre à travers une valve, la chute de température lors de la détente suffisant à le liquéfier partiellement (le reste étant recyclé). Ce procédé est cependant très peu utilisé à l'échelle industrielle pour le gaz naturel, car il est trop consommateur d'énergie, notamment parce que la détente du gaz à travers une soupape ne produit pas de travail utile, l'énergie nécessaire à la compression est ainsi perdue. L'utilisation d'une turbine d'expansion, par laquelle la détente du gaz restitue une partie de l'énergie nécessaire à la compression, améliore l'efficacité de ce procédé en cycle ouvert.

#### Cycles de réfrigération en cascade
Pour les grandes usines de liquéfaction à terre, le procédé de liquéfaction le plus courant est dit « en cascade », car il implique trois étapes de refroidissement successives du gaz naturel, réalisées par trois cycles frigorifiques imbriqués, dont les fluides frigorigènes sont respectivement le propane, l'éthylène et le méthane. Dans le premier échangeur, le gaz naturel est refroidi par la chaleur latente absorbée par l'ébullition du propane, et est porté à environ −30 °C. Le deuxième échangeur abaisse encore la température à environ −90 °C. À ce moment, le propane et le butane qui étaient éventuellement présents dans le gaz sont liquéfiés, on peut donc les récupérer séparément, pour les utiliser comme matière première pétrochimique, ou comme carburant sous le nom de gaz de pétrole liquéfié. Une partie peut cependant être conservé dans le GNL (« moyen » ou « lourd »). Le troisième échangeur liquéfie enfin le gaz naturel, à −163 °C. L'azote et l'hélium, eux, sont encore gazeux à la fin du processus de liquéfaction du méthane, ce qui permet de les récupérer.
La consommation d'énergie dans le procédé en cascade est d'environ 0,255 kWh/kg de GNL produit. De nombreux travaux sont menés pour réduire ce chiffre. En 2016, a ainsi été proposé un procédé où le premier cycle de réfrigération, au propane, serait remplacé par un système de réfrigération par absorption alimenté par la chaleur résiduelle des deux autres cycles (et des turbines les actionnant). Sur le papier, la consommation d'énergie serait réduite d'environ 30 %.

#### Procédés à réfrigérants mélangés
Un autre procédé largement utilisé est celui dit à « mélange de réfrigérants » (MR) : ici aussi, plusieurs fluides frigorigènes sont utilisés, mais ils partagent la même pompe à chaleur, même s'ils sont séparés à certaines étapes du fait de leur changement d'état à des températures différentes. Cette technique présente des avantages en matière de compacité mais est légèrement moins efficace d'un point de vue énergétique, elle est plutôt adaptée à la liquéfaction à petite et moyenne échelle, et aux usines de liquéfaction en offshore.
Le procédé C3MR (C3 pour propane), commercialisé par APCI est une solution intermédiaire entre les solutions cascade et MR : il se fait en deux étapes, avec un cycle propane qui refroidit le gaz naturel jusqu'à −30 °C, suivi d'un système à réfrigérants mélangés, utilisant un mélange de méthane (très majoritaire), d'éthane, de propane, de butane, et d'azote.

#### Procédés à cycle de Brayton inversé
Une autre grande filière technologique est celle des pompes à chaleur de type turbo-expandeurs, sans changement d'état, dont le fonctionnement s'approche d'un cycle de Brayton inversé. Dans la version la plus simple, le diazote est le seul fluide frigorigène utilisé, et le gaz naturel est liquéfié en une seule passe. Si la consommation d'énergie est plus élevée que celle d'un procédé cascade ou SMR, avec environ 0,35 kWh/kg, l'avantage en matière de sécurité dû à l'utilisation d'un gaz non inflammable et la simplicité du procédé rendent cette technique particulièrement pertinente pour la liquéfaction à petite échelle,, par exemple pour les stations-services produisant leur propre GNL à partir de gaz du réseau ou pour la reliquéfaction du gaz évaporé à bord de certains méthaniers.

### Classification et mesure
Le GNL est habituellement classé en trois catégories :
- le GNL « léger » se rapproche le plus du méthane pur (98 %), avec une masse volumique de 427 kg/m3 ;
- le GNL « moyen » comporte 7 % d'éthane et de propane. Sa masse volumique monte à 445 kg/m3 ;
- le GNL « lourd » compte 12 % d'éthane, propane et butane. Il atteint ainsi une masse volumique de 464 kg/m3.

Le gaz sous sa forme habituelle est mesuré en unités de volume normalisées, c'est-à-dire dans les conditions normales de température et de pression (CNPT), en mètres cubes, ou pieds cubes aux États-Unis, tandis que le gaz naturel liquéfié est presque toujours mesuré en tonnes. Une tonne de gaz naturel liquéfié « léger » occupe un volume de 2,15 à 2,3 m3 selon sa composition exacte, mais, regasifié et ramené dans les CNPT, correspond à environ 1 380 m3 normalisés de gaz naturel. En termes d'énergie (PCI), cette tonne de GNL correspond à 1,23 tonne d'équivalent pétrole, soit 51,66 gigajoules ou encore 14 350 kilowatts-heures.

### Stockage
Le GNL nécessite des réservoirs extrêmement bien isolés, que ce soit pour son stockage à terre (réservoirs des terminaux) ou pour son transport (réservoirs des méthaniers, citernes sur camion). Un réservoir mobile (navire, citerne pour camion, etc.) de gaz naturel liquéfié est généralement constitué d'une double paroi en acier (acier inoxydable à l'intérieur, acier carbone à l'extérieur), avec un vide assez poussé dans l'espace entre les deux parois afin d'empêcher tout échange de chaleur par convection.
Les réservoirs fixes, notamment dans les ports méthaniers, sont en général installés dans une structure porteuse en béton précontraint. Le réservoir interne est en acier inoxydable. D'importantes épaisseurs de perlite ou de laine de roche séparent les réservoirs internes et externes. Il existe des réservoirs enterrés, mais la majorité sont construits au-dessus du sol, et souvent posés sur un maillage de pilotis en acier pour réduire les échanges thermiques par conduction avec l'importante capacité thermique du sol.
Un réservoir de GNL, quel qu'il soit (méthanier, citerne, réservoir fixe, etc.), ne peut être directement rempli quand il est vide et à température ambiante. Il faut mettre en froid le réservoir, pour éviter un choc thermique lorsque le GNL est versé. Il faut aussi le rendre inerte, c'est-à-dire éliminer l'oxygène présent dans le réservoir, pour des raisons de sécurité afin d'éviter toute combustion accidentelle. Pour répondre à ces deux impératifs, on utilise de l'azote liquide ; sur un méthanier cette opération prend une douzaine d'heures.

### Historique
Le procédé de liquéfaction cryogénique du méthane a initialement été développé aux États-Unis dans les années 1910. À l'époque, l'objectif principal était la séparation de l'hélium contenu naturellement dans le gaz naturel par distillation fractionnée. Un premier brevet sur le transport par barge fut déposé dès 1914, mais ne fut pas suivi d'application industrielle.
Les États-Unis expérimentent la production d'hélium selon ce procédé à l'échelle semi-industrielle au printemps 1918 en vue de fournir aux Britanniques du gaz pour les dirigeables.
En 1941, une première usine commerciale de liquéfaction de gaz naturel ouvrit à Cleveland. Elle servait au stockage temporaire du gaz, pour lisser la consommation sur le réseau et comprenait trois réservoirs isolés à l'aide de liège. En 1944, cette installation connait un grave accident (en) qui cause la mort de 128 personnes.
Le transport maritime du gaz naturel liquéfié commença à titre expérimental en 1959. Le Methane Pioneer était un liberty ship reconverti : disponibles en abondance, ces navires servaient de base à de nombreux projets. Il transporta du gaz naturel liquéfié de Lake Charles, en Louisiane, à Canvey Island au Royaume-Uni.
Le premier terminal d'exportation commercial fut ouvert en Algérie à Arzew en 1964. Il exporta du gaz vers la Grande-Bretagne, puis vers la France et les États-Unis. En 1969, l'exportation de gaz naturel commença de Kenai en Alaska vers le Japon. Depuis, le commerce du gaz naturel liquéfié a connu une croissance ininterrompue, marquée par la diversification progressive des fournisseurs et des clients. L'Indonésie devient exportatrice de GNL en 1977 grâce aux terminaux construits à Arun et à Bontang, elle devient rapidement le premier fournisseur mondial, fournissant notamment le Japon, place qu'elle gardera pendant un quart de siècle avant d'être détrônée par le Qatar en 2006.
À la suite de l'invasion de l'Ukraine par la Russie depuis 2022, les flux du commerce international de gaz naturel se sont réorientés : l'Union européenne est privée du gaz russe qui couvrait 40 % de ses besoins ; la consommation européenne de gaz enregistre une chute record de 13 % en 2022 ; le GNL américain a représenté 15 % de la consommation gazière européenne en 2022 ; le point d'interconnexion d'Obergailbach, en Moselle, conçu à l'origine pour envoyer du gaz de l'Allemagne vers la France, a été modifié par GRTgaz pour inverser le sens de fonctionnement. La construction navale enregistre un doublement de commandes en 2022 pour les chantiers chinois, sud coréens et japonais, dans lesquels plus de 200 méthaniers sont en construction pour une flotte qui en comptait déjà 641 en 2021. Les projets de terminaux méthaniers sont estimés à 7 milliards d'euros en Europe par Global Energy Monitor. Une étude de l'Institute for Energy Economics and Financial Analysis (IEEFA) prévoit une surcapacité à l'horizon 2030.

## Le GNL comme vecteur du commerce du gaz naturel
Le gaz naturel liquéfié est principalement utilisé comme moyen de transporter du gaz naturel d'un pays producteur vers un pays consommateur. Il offre alors une solution alternative au gazoduc, plus flexible, car il ne lie pas de façon fixe tel fournisseur à tel client, et plus économique si la distance est grande.

### Statistiques mondiales

Croissance du GNL dans le monde : en haut, volume de GNL échangé, selon Statista ; en bas, part dans la consommation de gaz, selon Statista et Energy Institute.

En 2022, selon l'Energy Institute, 542 Gm3 (milliards de mètres cubes) de gaz naturel ont été transportés sous forme de GNL. Cette quantité a progressé de 5,2 % en 2022 et de 67 % depuis 2012.
Le commerce du GNL représente en 2022 approximativement : 
- 13,4 % de la production mondiale de gaz naturel ;
- 56 % du commerce international du gaz naturel (les 44 % restants étant transporté par des gazoducs internationaux) ; la part du GNL a dépassé celle des gazoducs en 2020 ;
- 3,1 % de la consommation mondiale d'énergie primaire.

### Mécanismes de vente
Les contrats convenus entre un fournisseur et un acheteur peuvent être de deux types. Dans un contrat FOB (Free On Board), le gaz change de propriétaire au terminal de liquéfaction, c'est donc l'acheteur qui est responsable du transport (utilisant ses propres navires ou en en affrétant). À l'inverse, dans un contrat DES (Delivered Ex Ship), la livraison se fait au terminal de réception, le vendeur s'occupant du transport.
La majeure partie des ventes de GNL se fait historiquement dans le cadre de contrats à long terme (au moins quatre ans, parfois jusqu'à vingt ans). Néanmoins, la part des contrats à court terme, et du marché spot, a considérablement augmenté, au point qu'en 2019, 27 % des livraisons se sont faites dans le cadre d'accord convenus moins de trois mois avant.
Lors de la signature d'un contrat, le vendeur et l'acheteur s'entendent sur un mécanisme de fixation des prix pour la durée du contrat. Plusieurs mécanismes existent. Sur les marchés asiatiques et en Europe continentale, les prix sont le plus souvent fixés par rapport à un pétrole brut de référence, éventuellement pondérés par le prix d'autres combustibles tels que le charbon ou le fioul lourd. En revanche, les importations britanniques sont indexées sur le prix du gaz sur le réseau du pays, de même pour les États-Unis le Henry Hub sert généralement de référence. Mais chaque contrat a sa propre formulation des prix,.

### Terminaux de liquéfaction
Schéma d'un terminal de liquéfaction utilisant le procédé en cascade et incorporant l'épuration du gaz naturel brut. Le signe « M » dénote une source d'énergie mécanique, en général une turbine à gaz.
La construction d'un terminal d'exportation est généralement menée de pair avec un projet amont (mise en exploitation d'un ou plusieurs gisements) et représente un investissement considérable : à titre d'exemple un projet en Tanzanie, comprenant la mise en exploitation de plusieurs gisements et la construction d'une usine de liquéfaction d'une capacité annuelle de 10 Mt, était en 2017 budgétisé à 30 milliards de dollars.
Une usine de liquéfaction comprend une ou plusieurs unités indépendantes (souvent appelées par anglicisme trains). Chaque train comprend une unité de traitement par les amines qui extrait les gaz acides (H2S et CO2), une installation de déshydratation, puis les installations de liquéfaction proprement dite du gaz. Le procédé de liquéfaction le plus utilisé dans les terminaux méthaniers à terre est celui en cascade, avec trois pompes à chaleur séparées. Le butane et le propane contenus dans le gaz naturel (s'il n'est pas déjà épuré) se condensent au cours du processus. Ces gaz (appelés collectivement gaz de pétrole liquéfié) sont stockés et exportés séparément du GNL. Ils peuvent aussi être vendus localement, surtout dans les pays en développement où le GPL est un combustible domestique très utilisé. Une fois liquéfié, le gaz naturel est stocké dans de vastes réservoirs isolés thermiquement, en attendant d'être chargé sur les méthaniers. Le terminal comprend aussi au moins un quai et les installations nécessaires pour charger les navires. Certains possèdent aussi leur propre centrale électrique.
Outre le GPL, l'hélium, peut, selon sa présence dans le gaz utilisé, être un autre coproduit important. Il reste, lui, gazeux même une fois le méthane liquéfié. Il est ensuite purifié par adsorption par inversion de pression. Ainsi, au Qatar, le gaz du North Dome contient entre 0,09 et 0,2 % d'hélium, ce qui, multiplié par le volume gigantesque du gisement, constitue la plus importante réserve d'hélium au monde. La valorisation de l'hélium des deux ports méthaniers qatari a fait du pays le 2e producteur mondial, assurant 25 % de l'approvisionnement.
Les énormes pompes à chaleur sont actionnées directement par des turbines à gaz, similaires à celles d'une centrale électrique. Les usines plus anciennes utilisaient plutôt des turbines à vapeur. Typiquement, un train d'une capacité annuelle de 5 Mt par an possède deux turbines à gaz de 87 MW chacune. Les usines de liquéfaction anciennes consommaient elles-mêmes, principalement pour les pompes à chaleur, jusqu'à 14 % du gaz entrant. Ce pourcentage tombe à 7 % dans les usines les plus récentes.
Il existe aussi des terminaux de liquéfaction flottants, plus gros, plus complexes, et plus coûteux que les terminaux de regazéification flottants, comportant des équipements plus lourds, notamment les pompes à chaleur. Le marché des usines flottantes de liquéfaction, lancé en 2011 par la décision de Shell de construire l'usine flottante géante Prelude FLNG, est retombé à la suite de la chute des prix du pétrole et du gaz ; de nombreux projets annoncés en 2013 ont été abandonnés. Fin 2019, quatre sont en service.

Terminaux d'exportation
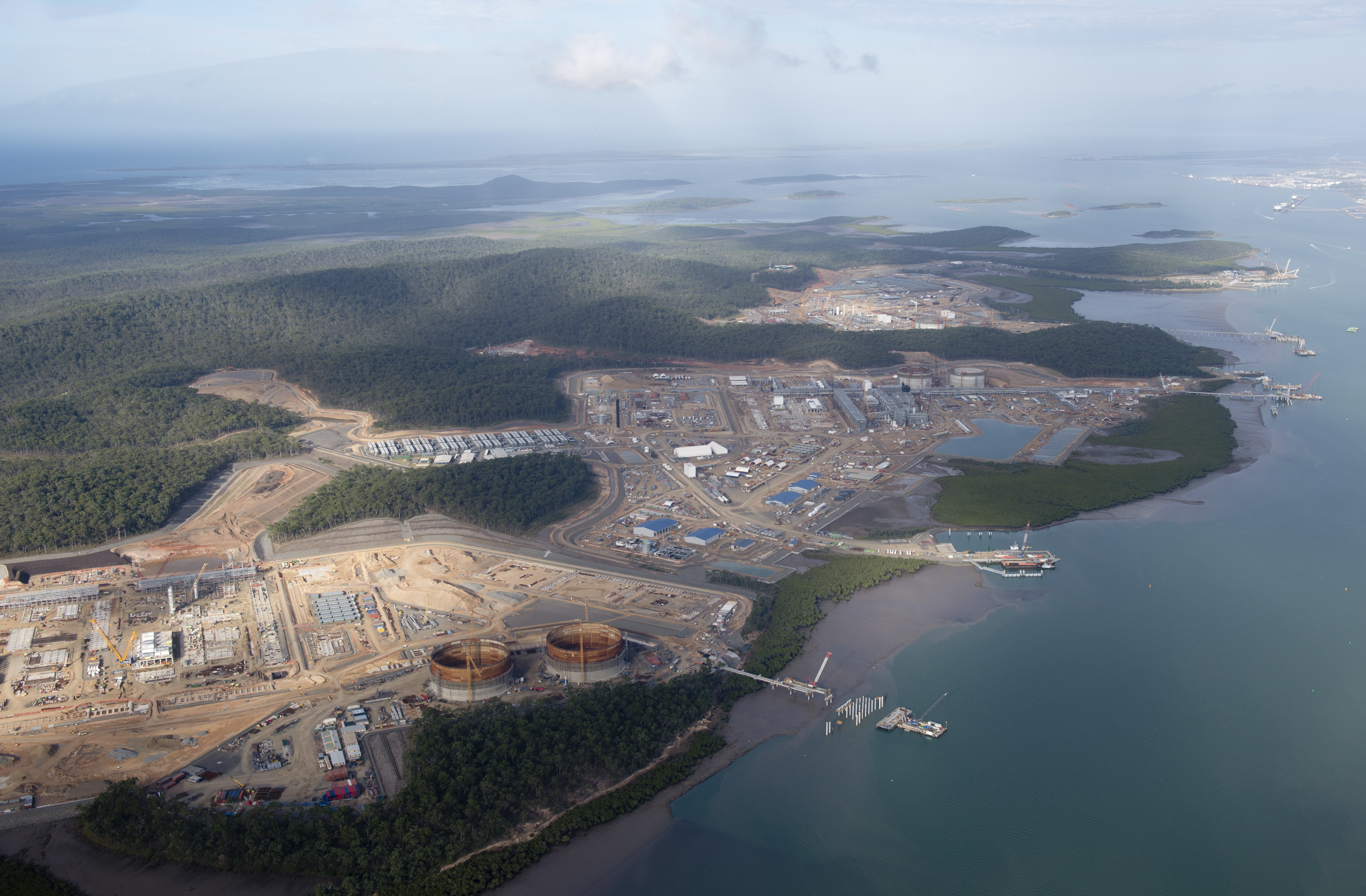
Un terminal de liquéfaction en Australie, à Curtis Island (en construction).
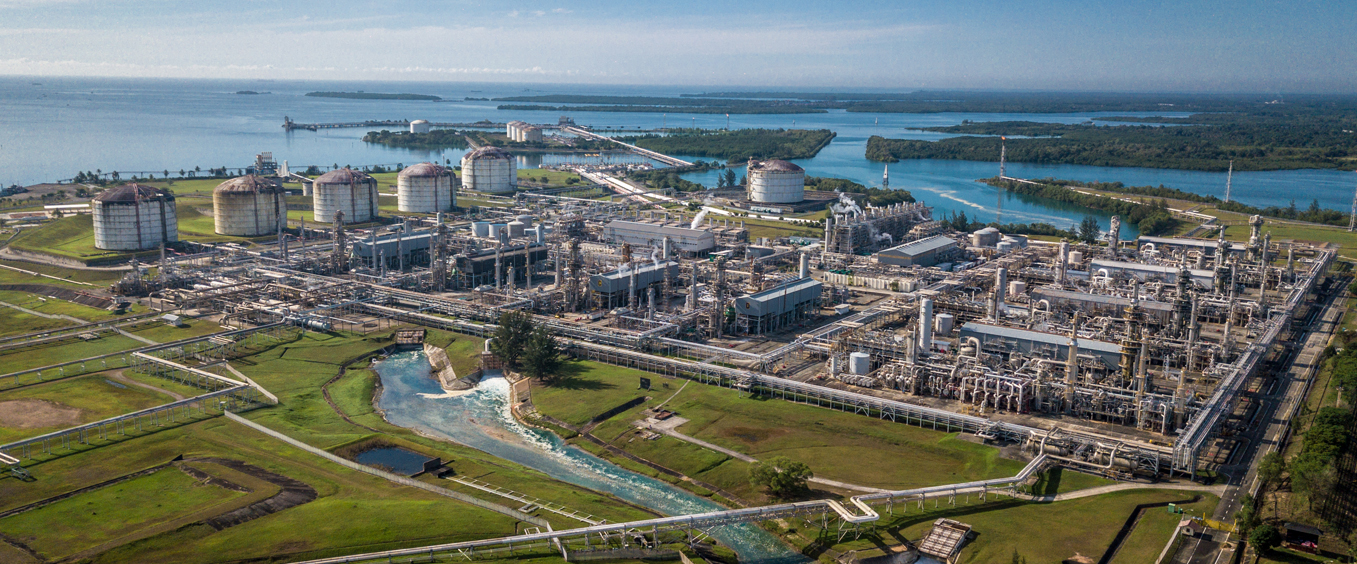
Terminal d'export de Badak en Indonésie.
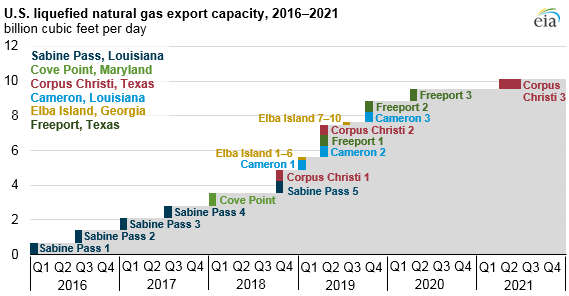
Historiquement importateurs, les États-Unis ont construit une importante capacité d'exportation en quelques années.

### Pays exportateurs
GIIGNL recense dans son rapport 2020 vingt pays exportateurs, avec une capacité de liquéfaction totale de 340 millions de tonnes par an. Le tableau suivant donne le détail des exportations (effectives, et non la capacité) par pays en 2016. Ce tableau n'inclut pas les petites quantités ré-exportées par certains pays importateurs (notamment la Belgique et la France) lorsque les approvisionnements contractés auprès de leurs fournisseurs dépassent leurs besoins. Le Yémen et la Libye possèdent chacun un terminal d'exportation qui n'est plus fonctionnel, ils sont mentionnés dans le tableau pour mémoire. Pour chaque pays, l'année de mise en service de son premier terminal de liquéfaction est mentionnée.
Les États-Unis ont émergé comme exportateur majeur à la fin des années 2010, valorisant leur surproduction de gaz de schiste, plusieurs terminaux d'importation ont été convertis en terminaux d'exportation. L'Égypte avait cessé les exportations en raison de l'épuisement de ses réserves, mais a pu les reprendre grâce au gisement Zohr. Il faut aussi noter le terminal d'Arun, converti en terminal d'importation après l'épuisement du gisement qui l'alimentait.
On distingue habituellement trois grandes zones géographiques : le bassin atlantique, le bassin pacifique et le Moyen-Orient. Environ 25 % du GNL échangé dans le monde transite par le détroit d'Ormuz, faisant de la sécurité de cette zone une menace sur l'approvisionnement mondial, comme elle l'est aussi pour le pétrole.
| Pays                      | Volume (Mt/an) 2022 | Année début | Terminaux                                                                        | Principaux clients et remarques                              |
| ------------------------- | ------------------- | ----------- | -------------------------------------------------------------------------------- | ------------------------------------------------------------ |
| Qatar                     | 79,04               | 1996        | RasGas, Qatargas                                                                 | Leader depuis 2006. Asie et Europe                           |
| Australie                 | 78,5                | 1989        | Sept sites différents                                                            | forte croissance. Asie                                       |
| États-Unis                | 75,44               | 1969        | Sabine Pass, Chesapeake, Corpus Christi, Cameron, Freeport, Anciennement : Kenai | Asie, Europe, Amérique. Exportation du gaz de schiste        |
| Russie                    | 32,07               | 2009        | Sakhaline, Vyssotsk, et Yamal                                                    | Japon (depuis Sakhaline), Europe (depuis Yamal)              |
| Malaisie                  | 27,60               | 1983        | Bintulu, Satu (flottant)                                                         | Asie                                                         |
| Nigeria                   | 14,22               | 1999        | Bonny Island                                                                     | gaz associé. Espagne, France, Portugal, Turquie, Inde, Chine |
| Indonésie                 | 14,00               | 1977        | Bontang, Tanggu. Anciennement Arun                                               | Fut leader du marché jusqu'en 2006. Asie. En diminution.     |
| Oman                      | 11,14               | 2000        | Qalhât                                                                           | Corée du sud et Japon principalement                         |
| Algérie                   | 10,04               | 1964        | Arzew, Skikda                                                                    | Europe. Historiquement le premier exportateur                |
| Trinité-et-Tobago         | 7,76                | 1999        | Point Fortin                                                                     | Pays d'Amérique et d'Europe                                  |
| Papouasie-Nouvelle-Guinée | 8,39                | 2014        | Port Moresby                                                                     | Japon, Chine                                                 |
| Égypte                    | 6,78                | 2005        | Damiette, idku                                                                   | Singapour, France, Turquie                                   |
| Émirats arabes unis       | 5,46                | 1977        | Île de Das                                                                       | Asie (Japon notamment)                                       |
| Brunei                    | 4,76                | 1973        | Lumut                                                                            | Japon                                                        |
| Guinée équatoriale        | 3,54                | 2007        | Bioko                                                                            | Inde, Chine                                                  |
| Pérou                     | 3,30                | 2010        | Pampa Melchorita                                                                 | Plusieurs pays d'Asie et d'Europe                            |
| Norvège                   | 2,72                | 2007        | Snohvit                                                                          | Europe (France notamment)                                    |
| Angola                    | 3,19                | 2013        | Soyo                                                                             | Inde principalement                                          |
| Cameroun                  | 1,19                | 2018        | Kribi FLNG                                                                       | Chine, Inde                                                  |
| Mozambique                | 0,04                | 2022        | Espagne                                                                          |                                                              |
| Argentine                 | 0                   | 2019        | Tango FLNG                                                                       | Brésil.                                                      |
| Yémen                     | 0                   | 2009        | Bal'haf                                                                          | Terminal hors service (guerre civile)                        |
| Libye                     | 0                   | 1970        | Marsa El Brega                                                                   | Terminal hors service depuis 2011                            |
| Total                     | 389,19              |             |                                                                                  |                                                              |

#### Qatar
Le Qatar possède le plus important gisement de gaz naturel du monde, North Dome. Les exportations de GNL ont commencé en 1996, et le pays est devenu le plus gros fournisseur mondial en 2006. Deux gigantesques terminaux d'exportation (sept trains chacun) sont situés à Ras Laffan, et appartiennent à l'entreprise Qatargas. Aucun nouveau train n'a été construit depuis 2010, Qatar prévoit d'augmenter à nouveau sa production, avec un objectif de 126 Mt/a en 2027. La position géographique du Qatar lui permet de fournir les marchés aussi bien asiatiques qu'européens ; plus des deux tiers de sa production vont en Asie.

#### Autres exportateurs au Moyen-Orient
À côté de Qatar, deux autres pays du Moyen-Orient exportent du GNL à une échelle plus modeste : Oman et les Émirats arabes unis. Dans le cas d'Oman, le terminal se situe à Qalhât. Son opérateur, Oman LNG, est public à 51 %, 49 % étant détenus par Shell et Total notamment. Pour les Émirats, l'île de Das abrite un terminal détenu par une filiale du monopole pétro-gazier étatique Abu Dhabi National Oil Company. Ces deux pays vendent l'essentiel de leur production en Extrême-Orient.
L'Iran, qui dispose d'immenses réserves de gaz (partageant le North Dome avec Qatar), compte depuis longtemps faire son entrée sur le marché du gaz naturel liquéfié mais les sanctions économiques frappant le pays ont considérablement retardé la construction d'une infrastructure d'exportation, qui reste un objectif du pays.
L'Arabie saoudite, en dépit de ses vastes réserves de gaz, ne semble pas avoir vocation à en devenir exportatrice (elle pourrait même envisager d'importer du GNL) : le coût de production de son gaz est très élevé, et la priorité est sa consommation interne, notamment pour les centrales électriques. L'Irak prévoit la construction d'un terminal d'exportation à Bassorah, dans le cadre d'un vaste programme de valorisation de gaz associé des gisements du sud du pays.
Le Yémen, de son côté, a commencé à exporter du GNL fin 2009, grâce à un terminal situé à Bal'haf et valorisant le gaz du centre du pays. Il représentait jusqu'à 45 % des recettes fiscales du pays. Le site ne fonctionne pas du fait de la guerre civile.

#### Australie
L'Australie produit du GNL à partir des très importantes réserves situées dans les bassins sédimentaires, essentiellement offshore, à l'ouest et au nord-ouest du pays. L'industrie GNL du pays, qui totalise dix terminaux d'exportations (dont un flottant), est détenue en partie par les compagnies australiennes Woodside Petroleum et Santos. La capacité d'exportation a augmenté de façon spectaculaire à partir de 2015, l'Australie faisant désormais jeu égal avec Qatar.

#### États-Unis
Les États-Unis ont commencé à exporter du GNL à destination du Japon en 1969, à partir d'un petit terminal situé à Kenai, dans le Golfe de Cook, au sud de l'Alaska, pour monétiser le gaz de cette petite région productrice, non reliée au réseau nord-américain. Le projet, mené par Phillips et Marathon, était pionnier à l'époque, notamment parce qu'il expérimentait le procédé de liquéfaction en cascade. Le terminal a longtemps continué son activité pendant que les États-Unis contigus importaient du GNL sur le marché Atlantique. Néanmoins la production de gaz du golfe de Cook a diminué à partir des années 2000, l'activité du terminal est donc devenue intermittente, et le dernier chargement a été expédié en 2015.
L'explosion de la production de gaz de schiste au cours des années 2010 a profondément changé le marché du gaz nord-américain, qui s'est retrouvé en surproduction avec un prix bien plus bas que les marchés asiatiques et européens. Les terminaux qui avaient été construits pour importer du GNL (principalement de Trinité-et-Tobago et d'Algérie) ont vu leur activité s'arrêter, puis ils ont été reconvertis en terminaux d'exportations : les terminaux actif à Elba Island, à Corpus Christi, à Cove Point (Baie de Chesapeake), à Freeport, à Cameron, sont d'anciens terminaux d'importations transformés en terminaux de liquéfaction, transformation qui implique principalement l'installation des unités cryogéniques. Ainsi les États-Unis se sont hissés, en quelques années, à la troisième place des exportateurs de GNL. Contrairement à la plupart des terminaux dans d'autres pays, ceux des États-Unis ne sont pas reliés à des gisements particuliers, ils achètent leur gaz sur le réseau national.

#### Indonésie
L'Indonésie occupe un rôle important dans l'histoire du commerce de GNL : elle a été pendant un quart de siècle, le principal pays exportateur. En 1971 deux importants gisements de gaz furent découverts dans des régions assez reculées d'Indonésie : Arun sur l'île de Sumatra et Badak sur la côte est de Bornéo. Leur développement pour l'exportation de GNL, à destination du Japon, était un programme extrêmement ambitieux pour l'époque. Les deux terminaux entrent en service en 1977 et 1978. Celui de Bontang, construit pour le gisement Badak, est agrandi plusieurs fois à la suite de nouvelles découvertes, et fut un temps le plus important au monde. Il a vu sa production culminer au début des années 2000, avec à l'époque huit trains. Face à la baisse naturelle de la production dans cette région et à la croissance de la demande locale, la capacité a été réduite graduellement, seuls deux trains étaient encore opérationnels début 2021. Quant au terminal d'Arun, il a été arrêté, puis reconverti en terminal d'importation en 2014.
En revanche l'Indonésie a construit deux nouveaux terminaux d'exportations dans d'autres régions, celui de Tangguh en Papouasie occidentale, avec une capacité de 11,4 Mt/an, et celui de Donggi Senoro en Sulawesi central, bien plus petit (2 Mt/an). Ces terminaux appartiennent à des consortiums d'opérateurs privés, alors que celui de Bontang est public.

#### Autres exportateurs en région Asie-Pacifique
La Malaisie possède un très important terminal à Bintulu, dont les neuf trains ont été construits de 1983 à 2016. Petronas en détient une part majoritaire. Un petit terminal flottant a aussi été mis en service en 2017. Le petit sultanat de Brunei exporte du GNL depuis 1973. Il vend les deux tiers de sa production au Japon. Enfin, la Papouasie-Nouvelle-Guinée exporte du GNL depuis 2014, avec un terminal situé près de Port Moresby. Le GNL est le principal produit d'exportation de ce pays.
Le 7 mars 2023, TotalEnergies annonce le lancement des études d'ingénierie de détail sur le projet « Papua LNG » avant une éventuelle décision d'investissement, prévue en fin d'année ou début 2024. La production pourrait démarrer fin 2027 ou début 2028. Le projet Papua LNG, composé de 11 puits situés dans une zone forestière difficile d'accès, aura une capacité de 6 Mt de gaz naturel liquéfié par an et pourrait représenter un investissement total de 10 milliards de dollars. TotalEnergies détient une participation de 40,1 % dans ce projet, ExxonMobil 37,1 % et l'australien Santos 22,8 %. Les partenaires ont choisi de construire des infrastructures de liquéfaction électriques au sein de l'usine déjà existante de PNG LNG, opérée par ExxonMobil. Le projet desservira principalement le marché asiatique.

#### Afrique du Nord et Méditerranée
En Algérie, le terminal d'Arzew a effectué les premières livraisons commerciales de GNL de l'histoire. Il a été construit en association avec des capitaux britanniques et français. Le premier chargement destiné au Royaume-Uni (terminal situé à Canvey Island) en est parti en septembre 1964, les expéditions pour la France (Fos-sur-Mer) commençant en 1965. L'Algérie était en train de devenir un géant gazier, après la découverte d'un immense gisement à Hassi R'Mel. Le terminal d'Arzew a été agrandi plusieurs fois et compte, en 2020, treize unités de liquéfaction. Une autre usine de liquéfaction a été construite à Skikda en 2013. Toutes ces installations appartiennent en totalité à Sonatrach, entreprise publique algérienne.
La Libye a été exportatrice de GNL dès 1971 (troisième pays au monde à avoir cette capacité), avec un terminal construit à Marsa El Brega. L'isolement politique de la Libye à partir des années 1980 a mené à un manque d'entretien, réduisant progressivement la capacité effective de l'installation. Le terminal n'est plus opérationnel depuis 2001. Il a été très endommagé pendant guerre civile, et l'installation est obsolète dans sa conception, ne pouvant accueillir que des méthaniers de petite taille, rendant une remise en service incertaine.
L'Égypte a connu une hausse rapide de sa production de gaz à la suite de la découverte de nombreux gisements dans le Delta du Nil, et deux terminaux de liquéfaction, à Damiette et Edku, ont été ouverts en 2005. Une pénurie de gaz a conduit à écourter leur carrière, et les deux terminaux ont stoppé leur activité dès le début des années 2010, donnant lieu à des démêles judiciaires. Ils sont même brièvement utilisés comme terminaux d'importation. La découverte en 2015 d'un gisement important en mer profonde, Zohr, a permis à l'Egypte de redevenir excédentaire en gaz naturel à la fin des années 2015 et les exportations ont repris, seulement depuis le terminal de Damiette. Néanmoins, avec la hausse de la consommation, et les réserves de Zohrrevues à la baisse, l'Égypte cesse à nouveau, au printemps 2024, d'exporter du GNL. 
Deux autres exportateurs pourraient faire leur apparition en Méditerranée : Israël et Chypre qui ont découvert de vastes réserves de gaz en mer, avec principalement les gisements Léviathan et Aphrodite. Dans ces deux pays, plusieurs options sont étudiées, dont la construction d'un terminal d'exportation sur le territoire, ou un raccordement avec l'Égypte pour réutiliser le terminal d'Edku,.

#### Afrique subsaharienne
Le Nigeria est un fournisseur de GNL majeur. Son usine de liquéfaction (Nigeria LNG) est située sur l'île de Bonny, où se trouve aussi un terminal d'export pétrolier. Le premier train est entré en service en 1999. L'usine comptait principalement, pour son approvisionnement, sur la valorisation du gaz associé qui était jusque là détruit en torchère faute de débouchés. Cinq trains ont été ajoutés depuis et un septième est prévu.
L'Angola a commencé à exporter du GNL en 2013, à une échelle plus modeste. Le terminal, situé à Soyo, a été construit, comme au Nigeria, pour valoriser le gaz associé. Ses actionnaires sont Sonangol (compagnie nationale), Chevron, BP, Eni et Total. Le terminal est confronté à une baisse de ses approvisionnement en gaz, concomitante avec l'épuisement des gisements de pétrole. Fin 2019, les partenaires se sont engagés à développer de nouveaux gisements pour prolonger la vie du terminal.
La Guinée équatoriale est le troisième exportateur de la région. Le port de Malabo abrite un terminal d'exportation qui, depuis 2007, utilise principalement le gaz non-associé du gisement Alba. Comme en Angola, les réserves s'épuisent et l'avenir du terminal est incertain à moyen terme, nécessitant de nouveaux gisements. Enfin, le Cameroun a rejoint en 2018 le rang des exportateurs de GNL, avec un terminal flottant au large de Kribi et exploitant un gisement offshore. C'était une première mondiale, menée par la compagnie Perenco et le prestataire norvégien Golar LNG : le premier terminal d'export flottant réalisé par conversion d'un méthanier existant.
Le Mozambique est un important fournisseur de GNL en devenir, à la suite des découvertes de gaz naturel qui ont eu lieu au cours des années 2010 dans le bassin du Ruvuma. Trois projets d'exportation distincts sont en cours. Coral Sul FLNG est un terminal d'exportation flottant qui est entré en 2022, faisant du Mozambique le quatrième pays d'Afrique sub-saharienne à exporter du LNG. Mozambique LNG est un terminal à terre d'une capacité de 12,9 Mt/an, projet mené par l'américain Anadarko dont les exportations doivent commencer vers 2024. Des contrats sont déjà signés avec des acheteurs indiens, chinois et japonais,. Total a racheté en 2019 la part de 26,5 % d'Anadarko dans ce projet, en devenant donc l'opérateur ; en juillet 2020, Total annonce la finalisation du financement. Rovuma LNG, visant une capacité de 15,2 Mt/an est le troisième projet, mené par Eni et ExxonMobil, mais, retardé, il pourrait ne produire qu'en 2030. La somme de ces trois projets devrait placer, en 2030, le Mozambique parmi les cinq grands exportateurs de GNL. Le 26 avril 2021, à la suite d'attaques de groupes djihadistes liés à l'État islamique, à quelques kilomètres du projet, Total annonce la suspension sine die du projet « Mozambique LNG », déclarant la « force majeure » afin de se protéger des pénalités financières encourues du fait de la non-exécution des contrats.
Fin 2023, Eni a activé son terminal GNL flottant au large du Congo-Brazzaville (au large de Pointe-Noire).
D'autres projets existent sur le continent africain. La Tanzanie voisine prévoit un terminal dans la région de Lindi, qui devrait exporter 10 Mt/an à partir de 2028. En 2024, les négociations pour ce projet colossal (chiffré à 42 milliards de dollars) n'ont pas encore abouti à un accord définitif.
Le gisement Tortue, partagé entre le Sénégal et la Mauritanie doit alimenter un petit terminal GNL flottant, qui esty arrivé sur le sité début 2024 et doit commencer la production dans l'année.

#### Amérique du Sud, Antilles
À Trinité-et-Tobago, l'usine Atlantic LNG de Point Fortin, construite par un consortium liant Trinidad à Amoco et British Gas, exporte du GNL depuis 1999. Néanmoins les réserves du pays tendent à s'épuiser et l'usine fonctionne, depuis les années 2010, en sous-capacité. Le premier train a été désactivé en 2020.
À proximité immédiate de Trinité-et-Tobago, le Venezuela dispose de vastes réserves de gaz (complexe de Mariscal Sucre) dont la monétisation par un terminal GNL est envisagée depuis les années 1990, mais n'a jamais abouti pour des raisons essentiellement politiques. Un fraction de ce gaz devrait être exporté vers Trinité-et-Tobago, et ainsi alimenter indirectement le marché du GNL.
Le Pérou exporte du GNL depuis 2010, dans le cadre du projet Camisea. Le gaz est transporté par gazoduc à travers la Cordillère des Andes avant de rejoindre la petite usine de liquéfaction (3,8 Mt/an) située près de San Vicente de Cañete.

#### Russie
La Russie présente la particularité d'être présente à la fois sur les bassins atlantique et pacifique grâce à ses différents terminaux. Le premier terminal d'exportation russe, en service depuis 2009, a été construit dans le cadre du projet Sakhaline II à la pointe de l'île du même nom. L'usine, visant les marchés asiatiques, comporte deux trains exportant 4,8 Mt/an chacun, le projet d'en construire un troisième était, fin 2019, à l'arrêt. Le consortium Sakhalin I, qui exploite d'autres gisements dans la même région, pourrait construire son propre terminal de liquéfaction.
La Russie a fait son entrée sur le marché atlantique en 2017 avec Yamal LNG, sur le Golfe de l'Ob : le Théâtre Mariinsky de Saint-Pétersbourg doit sa renaissance au soutien financier du président-directeur général de Total Christophe de Margerie. Valery Gergiev le fait entrer au conseil d'administration et le met en contact, dans le cadre de l'amitié culturelle franco-russe, avec son ami Vladimir Poutine. L'objectif de Christophe de Margerie est l'obtention du contrat avec la société Novatek pour l'exploitation des gisements de gaz de la péninsule de Yamal. Le contrat est signé en 2011 avec Guennadi Timtchenko et Leonid Mikhelson, les principaux actionnaires de Novatek. Après la mort de Christophe de Margerie, le chantier de Yamal est réalisé par Total entre 2014 et 2017. Le navire méthanier qui transportera le gaz liquéfié vers l'Europe est baptisé par Vladimir Poutine Christophe-de-Margerie,.
Cette usine de grande capacité (4 unités de liquéfaction pour 16,5 millions de tonnes par an) associant notamment Novatek et Total vise les marchés européens. Elle a nécessité la construction de 16 méthaniers-brise-glace. Une petite usine de liquéfaction appartenant à Novatek se situe à Vyssotsk sur la Mer Baltique, d'une capacité de seulement 0,66 Mt/an, et ne chargeant que de petits méthaniers de 30 000 m3 de capacité au maximum, elle vise non seulement l'exportation de gaz pour les réseaux (Suède et Finlande), mais surtout l'approvisionnement de GNL pour le soutage de navires et les marchés de détail.

### Transport maritime

#### Navire méthanier
| quatre énormes réservoirs presque sphériques dépassent du pont du méthanier |
| Méthanier de type Moss avec sphères visibles.                               |

|                                       |
| Méthanier de type Moss, vue en coupe. |

|                                       |
| Méthanier ancien (Matthew LNG, 1979). |

|                                    |
| Méthanier récent de type Qatarmax. |

| vaste volume délimité par des parois en métal gaufré     |
| Réservoir adiabatique dans un méthanier (type membrane). |

|                                                              |
| Comparaison de plusieurs gabarits de navires, dont Qatarmax. |

Les méthaniers, navires spécialisés dans le transport du GNL, se caractérisent principalement par leurs énormes réservoirs adiabatiques. À ce niveau, il existe deux grandes filières technologiques : les réservoirs de type Moss (ou Moss Rosenberg) et ceux de type membranaire. Dans le premier cas, le navire comporte plusieurs réservoirs sphériques, autoporteurs, dont la moitié se situe au-dessus du pont (mais n'est pas forcément visible, pouvant être cachée par une superstructure). Dans la construction « membranaire », les réservoirs sont structurels, et leur isolation assurée par une structure fine dans un alliage de type invar ou acier inoxydable. Ce sont des navires très coûteux pour des navires marchands : un méthanier de 180 000 m3 a été commandé fin 2017 au prix de près de 200 millions de dollars.
Les méthaniers ont une capacité variable, avec plusieurs formats typiques définis par les capacités des infrastructures. Les méthaniers Medimax, assurant la liaison entre Skikda et Fos-sur-mer, marquèrent par exemple le début du commerce du GNL en Méditerranée, leur capacité était d'environ 70 000 m3. La majorité des navires actuels ont une capacité située entre 125 000 et 175 000 m3 de GNL, ce qui correspond à 53 à 74 kt. Ainsi, un terminal exportant 5 millions de tonnes par an expédie environ 75 chargements par an sur des méthaniers de taille moyenne. Les plus grands méthaniers sont les Qatarmax (ou Q-max), dont les dimensions sont fixées par les ports qataris. Les Qatarmax ont une capacité de 266 000 m3, une longueur de 345 m, un maître-bau de 54 m et un tirant d'eau de 12 m, ils ne peuvent pas desservir tous les ports méthaniers. En 2020, tous les navires de type Qatarmax appartiennent à Nakilat, entreprise publique qatarie.
Au niveau de la propulsion, la grande majorité des méthaniers utilisent (partiellement) du gaz naturel comme combustible : une partie du gaz liquéfié contenu dans les réservoirs s'évapore inévitablement au cours de la traversée du fait des fuites thermiques, et il faut donc le valoriser. Jusqu'au début des années 2000, seule une chaudière était capable de brûler un mélange quelconque de fioul et de méthane, ainsi les méthaniers étaient propulsés par des chaudières et des turbines à vapeur, une technologie courante dans les centrales électriques mais peu répandue en propulsion navale. La situation a changé avec l'arrivée de moteurs diesel (souvent à deux temps) capables de bicarburation fioul-gaz. Offrant un meilleur rendement que la propulsion à vapeur (sauf si celle-ci est à cycle supercritique), cette solution a été adoptée pour la majorité des nouveaux navires,.
Les Qatarmax ont la particularité d'emporter à leur bord une unité de reliquéfaction du gaz évaporé, à turbo-expanseur. Ils n'utilisent donc pas le gaz provenant de leur cargaison pour leur propulsion.

#### Flottes de méthaniers
Fin 2019, la flotte mondiale de méthaniers comprend 554 navires, auxquels s'ajoutent 37 unités flottantes de regazéification. Environ 55 % des navires ont moins de dix ans, et 44 méthaniers neufs ont été livrés en 2019. La construction de méthaniers est largement dominée par les chantiers navals des Chaebols Daewoo, Samsung et Hyundai en Corée du Sud. Certains navires sont aussi construits en Chine et au Japon. Le coût d'affrétage d'un navire méthanier de 160 000 m3 était d'environ US$70 000 par jour en 2019.
La moitié des navires appartiennent à douze armateurs, parmi lesquels on retrouve des armateurs généralistes (possédant tous types de navires de commerce) comme le japonais Mitsui O.S.K. Lines et des compagnies pétrolières internationales comme BP. Certains dépendent directement des vendeurs de GNL, comme le Qatari Nakilat, qui revendique la plus grande flotte de méthaniers du monde, avec 69 unités en 2020.

### Terminaux de regazéification
Schéma des éléments d'un terminal de regazéification, proposant injection du gaz sur le réseau, rechargement, avitaillement.
Les terminaux de réception ont pour rôle principal de décharger les méthaniers, de stocker le GNL dans des réservoirs à terre, et de regazéifier le produit pour l'injecter sur les réseaux de distribution de gaz naturel en fonction des besoins. L'évaporation se fait par échange thermique avec l'air ou l'eau, qui fait bouillir le GNL puis le ramène à température ambiante. Les évaporateurs peuvent aussi jouer le rôle de source de froid pour différentes utilisations. La capacité d'évaporation est dimensionnée en fonction des pics de besoins en gaz naturel, ainsi elle dépasse largement le débit moyen de gaz : dans le monde la capacité d'évaporation totale des terminaux de réception est pratiquement égale au triple des importations effectives.
Le GNL dans les réservoirs est stocké approximativement à pression ambiante. Des pompes portent le liquide à une pression élevée avant son injection dans les évaporateurs. Les évaporateurs fonctionnent donc sous pression. Les évaporateurs les plus répandus se présentent sous la forme d'un énorme échangeur de chaleur constitué de tubes d'aluminium, dont la source chaude est une circulation forcée d'eau de mer. Le gaz est ensuite odorisé par l'ajout d'une petite quantité de tétrahydrothiophène et injecté dans le réseau de distribution.
Outre ce rôle d'injection du gaz dans le réseau, les terminaux d'importation, selon leur équipement, peuvent aussi remplir d'autres fonctions : 
- recharger du GNL dans des méthaniers, ce qui permet de renvoyer des stocks en excédent vers un autre terminal[102] ;
- transborder du GNL directement d'un méthanier à un autre[103] ;
- charger des citernes sur camion, pour l'expédition routière de GNL destiné aux stations-services rechargeant des véhicules, ou à l'alimentation de sites hors-réseau[104] ;
- assurer le soutage de GNL dans des navires autres que des méthaniers (comme des paquebots) l'employant comme carburant[105] ;
- charger des micro-méthaniers ou navires soutiers qui assurent la recharge de navires marchands (directement ou avec un stockage intermédiaire)[106] ;
- assurer des opérations de maintenance sur les méthaniers, notamment la mise en froid des réservoirs[107].

Les terminaux doivent aussi composer avec l'évaporation permanente d'une petite quantité de méthane des réservoirs, en raison des fuites thermiques. Ce gaz est collecté et peut être utilisé de plusieurs façons. Une unité de re-condensation est souvent disponible pour le ramener à l'état liquide. Quand un méthanier est en cours de déchargement, une certaine quantité de gaz provenant de l'évaporation est injectée dans ses réservoirs, afin de compenser le volume du liquide soutiré. Dans certains terminaux, une partie du gaz d'évaporation est distribué comme GNC (gaz naturel comprimé pour véhicules). Enfin, une torchère est disponible pour détruire le gaz en dernier recours, quand aucun moyen d'utiliser le gaz n'est disponible, ce qui peut arriver à la suite de défaillances techniques ou pendant la maintenance.
Les opérateurs d'infrastructures gazières proposent des unités flottantes (FSRU) dont le marché est en plein développement : selon l'agence américaine US EIA (Energy Information Administration), ils représentent 10,2 % des capacités de regazéification mondiales en 2015, contre moins de 1 % en 2006. Un terminal flottant est en pratique un méthanier qui a reçu le matériel nécessaire pour transborder du GNL depuis un autre méthanier, pour regazéifier le GNL, et expédier le gaz dans un réseau à terre, et qui opère amarré. Les FSRU ont une capacité moins importante que celle des terminaux à terre, ils sont plus souples, sous souvent loués et peuvent être repositionnés. Ils ont pu équiper de petits pays comme Malte dont la demande n'aurait pas justifié la construction d'un terminal classique. Des pays comme l'Égypte, la Jordanie et le Pakistan sont devenus importateurs de gaz en 2015 en s'équipant de tels FSRU.
|                                                                    |
| Un terminal de regazéification à terre : Negishi en baie de Tokyo. |

| de grands bras articulés relient le quai au navire                  |
| Bras assurant le transfert du GNL du méthanier vers la terre ferme. |

|                                          |
| Amarrage et déchargement d'un méthanier. |

| à l'arrière du navire, une important structure tubique assure son maintient à poste |
| Système d'amarrage d'un FSRU.                                                       |

|                  |
| FSRU vu d'avion. |

### Pays importateurs
En 2016, 39 pays ont importé du GNL, ce nombre a doublé en dix ans. Le tableau ci-dessous récapitule les pays importateurs. Comme pour la liste des exportateurs, les valeurs données dans le tableau sont les volumes effectivement importés, et non la capacité nominale des ports méthaniers. La localisation des terminaux est indiquée, les terminaux offshore (flottants) sont signalés par (f). Certains pays opèrent à la fois des terminaux de liquéfaction et reaséification, car leurs gisements ne peuvent être connectés à certains de leurs centres de demande pour des raisons géographiques ou géopolitique : c'est le cas de l'Indonésie (avec un terminal de regazéification à Arun sur Sumatra qui est un ancien terminal d'exportation reconverti), de la Malaisie (qui exporte depuis Bornéo, mais importe en Malaisie péninsulaire), des Émirats arabes unis, de la Russie (terminal de regazéfication à Kaliningrad), et de la Norvège (exportation depuis l'arctique, importation en Mer du Nord). Les chiffres d'importations donnés ci-dessous sont en réalité les quantités de GNL débarquées, même dans le cas où elles viennent du même pays. Pour chaque pays, la date de mise en service de son premier terminal de réception est mentionnée.
| Pays                   | Importations nettes (Mt/an) 2019 | Année début | Terminaux d'importation actifs                                          |
| ---------------------- | -------------------------------- | ----------- | ----------------------------------------------------------------------- |
| Japon                  | 76,87                            | 1969        | 31 terminaux                                                            |
| Chine                  | 61,68                            | 2006        | 22 terminaux (dont un flottant)                                         |
| Corée du Sud           | 40,14                            | 1990        | 7 terminaux                                                             |
| Inde                   | 23,98                            | 2004        | Dahej, Hazira, Dabhol, Kochi, Ennore                                    |
| Taïwan                 | 16,66                            | 1990        | Taichung, Yong'an                                                       |
| Espagne                | 15,72                            | 1968        | Huelva, Bilbao, Mugardos, Cartagena, Sagunto, Barcelone                 |
| France                 | 15,57                            | 1972        | Fos-Tonkin, Dunkerque, Montoir, Fos-Cavaou                              |
| Royaume-Uni            | 13,55                            | 2005        | Île de Grain, South Hook LNG terminal (en) Dragon LNG                   |
| Italie                 | 9,77                             | 1971        | Panigaglia, Porto Levante, Livourne (f)                                 |
| Turquie                | 9,37                             | 1994        | Marmaraereğlisi, Aliağa, Dörtyol (f), Etki (f)                          |
| Pays-Bas               | 5,79                             | 2011        | Rotterdam                                                               |
| Belgique               | 5,08                             | 1987        | Zeebruges                                                               |
| Mexique                | 4,89                             | 2006        | Altamira, Manzanillo                                                    |
| Koweït                 | 4,55                             | 2014        | Mina Al Ahmadi (f)                                                      |
| Portugal               | 4,12                             | 2004        | Sines                                                                   |
| Bangladesh             | 4,07                             | 2018        | Maheshkhali (f)                                                         |
| Indonésie              | 3,23                             | 2012        | Arun, 3 terminaux flottants autour de Java                              |
| Thaïlande              | 2,99                             | 2011        | Map Ta Phut                                                             |
| Pakistan               | 2,95                             | 2015        | 2, flottants, à Port Qasim                                              |
| Malaisie               | 2,71                             | 2013        | Malacca (f), Pengerang                                                  |
| Pologne                | 2,46                             | 2016        | Świnoujście                                                             |
| Chili                  | 2,45                             | 2009        | Quintero, Mejillones (f)                                                |
| Brésil                 | 2,32                             | 2009        | Guanabara Bay (f), Salvador da Bahia (f), Pecém (f)                     |
| Grèce                  | 2,11                             | 2000        | Revithoussa                                                             |
| Singapour              | 2,07                             | 2013        | Port de Singapour                                                       |
| Jordanie               | 1,40                             | 2015        | Aqaba (f)                                                               |
| Lituanie               | 1,40                             | 2014        | Klaipėda (f)                                                            |
| Émirats arabes unis    | 1,36                             | 2010        | Jebel Ali (f), Ruwais (f)                                               |
| Porto Rico             | 1,25                             | 2000        | Peñuelas                                                                |
| Argentine              | 1,20                             | 2008        | Bahía Blanca (f), Escobar (f)                                           |
| République dominicaine | 1,15                             | 2003        | Punta Caucedo                                                           |
| États-Unis             | 1,03                             | 1971        | Les terminaux d'importations sont en cours de conversion pour l'export. |
| Panama                 | 0,40                             | 2018        | Colón                                                                   |
| Canada                 | 0,39                             | 2009        | Canaport                                                                |
| Malte                  | 0,37                             | 2017        | Delimara (f)                                                            |
| Israël                 | 0,28                             | 2013        | Hadera                                                                  |
| Jamaïque               | 0,28                             | 2016        | Montego Bay, Old Harbour (f)                                            |
| Suède                  | 0,26                             | 2011        | Nynäshamn, Lysekil                                                      |
| Colombie               | 0,23                             | 2016        | Carthagène des Indes                                                    |
| Finlande               | 0,14                             | 2016        | Pori, Tornio                                                            |
| Norvège                | 0,12                             | 2007        | Mosjøen Fredrikstad                                                     |
| Égypte                 | 0,06                             | 2015        | Ain Soukhna (f)                                                         |
| Gibraltar              | 0,05                             | 2019        | Port de Gibraltar                                                       |
| Russie                 | 0                                | 2019        | Kaliningrad (f)                                                         |

### Évolutions futures du marché
Selon l'Agence internationale de l'énergie (AIE), les investissements mondiaux dans le GNL sont passés de 13 milliards de dollars en 2022 à 17 milliards en 2023, puis 24 milliards en 2024, dont 16 milliards en Amérique du Nord. Ils devraient se maintenir à 23 milliards en 2025 et 2026 avant de décliner à 20 milliards en 2027, puis 16 milliards en 2028.
Les entreprises et les organismes qui réalisent des projections en matière d'énergie s'accordent pour prédire une croissance rapide du marché du GNL, bien plus rapide que l'augmentation générale de la consommation d'énergie. L'édition 2017 du BP Energy Outlook envisage ainsi en 2035 un marché d'environ 75 bcf/d, soit environ 610 millions de tonnes par an contre 263 en 2016. De façon similaire, Shell prévoit une croissance de 4 à 5 % par an d'ici 2030. Une étude publiée par Bloomberg prévoit une demande de 450 Mt en 2030, soit presque 100 Mt de plus par rapport à 2019. Plus de la moitié de la demande supplémentaire doit venir d'Inde et de Chine, où d'énormes capacités de regazéification sont en construction. Une hausse de la demande plus modeste est attendue en Europe.
Parallèlement, de nouveaux pays doivent rejoindre le rang des importateurs. Dans cette catégorie, on peut citer le Viêt Nam, l'Irlande, la Côte-d'Ivoire, le Ghana, l'Afrique du Sud, le Maroc, ou encore Chypre qui ont tous des terminaux de regazéification en construction ou en projet. Dans des pays comme le Vietnam ou le Bangladesh, il s'agit de répondre à une pénurie de gaz prévisible, dans des pays où la demande de gaz augmente tandis que les réserves sont limitées. Dans le cas de l'Afrique du Sud, il s'agit plutôt de réduire la part du charbon dans son mix énergétique. En Allemagne, le GNL est vu comme un moyen de réduire les émissions de CO2 du secteur du transport ainsi que de diversifier les sources d'approvisionnement énergétique. Il n'existe en 2019 pas de terminal dans le pays, mais la construction de trois terminaux est en discussion.
Si à court terme le marché semble bien approvisionné, le groupe Royal Dutch Shell a publié début 2018 des projections indiquant, sur la base notamment de l'analyse de projets en cours (offre et demande), qu'une pénurie de GNL pourrait se manifester au milieu des années 2020. Les analystes de Chevron sont arrivés à des conclusions similaires.

### BilanCO2
Le bilan CO2 d'une installation alimentée en gaz par l'intermédiaire du commerce international du GNL est alourdi par la consommation d'énergie inhérente à la production et au transport du combustible, plus importante que dans le cas d'une installation alimentée directement depuis les gisements via un réseau de gazoducs. Ainsi, une étude de 2005 évalue les émissions de CO2 sur cycle complet d'une centrale à gaz à cycle combiné installée au Japon à 518 g/kWh dont 407 g venant de la combustion finale du gaz dans la centrale, la différence provenant pour l'essentiel de la production et du transport du GNL. Néanmoins, même en prenant ces éléments en compte, cette centrale reste presque deux fois moins émettrice de CO2 qu'une centrale à charbon. La figure ci-dessous reprend de cette étude le bilan CO2 (équivalent) pour un kWh électrique, et sa ventilation, pour le cas d'une centrale à charbon pulvérisé, par rapport à une centrale à cycle combiné alimentée par GNL, les deux étant situées au Japon et alimentées en combustible importé.
En 2022, le cabinet de conseil Carbone 4 estime que le gaz naturel liquéfié émet en moyenne 2,5 fois plus de CO2 que le gaz transporté dans des gazoducs. Il existerait néanmoins deux exceptions importantes : le gaz russe et le gaz algérien. Ceux-ci afficheraient une empreinte carbone nettement plus mauvaise que le GNL arrivant par la mer du Qatar ou du Nigeria en raison de la mauvaise qualité des installations et d'un manque de contrôles dus à un « management défaillant » qui ont pour conséquence un nombre plus élevé de fuites de méthane. Le pire, en matière d’émissions de CO2, resterait le gaz de schiste américain du fait de la consommation d’énergie nécessaire à la fracturation la roche et des fuites de méthane causées par ce procédé. Selon le cabinet de conseil, cette émission de CO2 serait entre 1,5 et 4 fois plus importante que l’extraction du gaz conventionnel ; en intégrant les émissions de combustion, la fourchette haute de l’empreinte carbone du GNL américain équivaut à 85 % des émissions du charbon pour une même quantité d’énergie consommée,,.
À côté des améliorations techniques incrémentales (rendements, isolation), une piste importante pour l'amélioration du bilan énergétique de la filière GNL est la valorisation du froid résiduel : un kg de GNL absorbe environ 830 kJ pour s'évaporer et revenir à température ambiante, soit 1,5 % de son PCI. À l'échelle d'un terminal d'importation, valoriser cette énergie (et récupérer ainsi une partie de l'énergie nécessaire à la liquéfaction) représente une économie non négligeable. Certains terminaux utilisent le froid résiduel pour alimenter une machine à cycle organique de Rankine électrogène, adaptée à de tels niveaux de température, pour refroidir l'air admis dans les turbines d'une centrale à cycle combiné (ce qui améliore son rendement, conformément au second principe de la thermodynamique), ou pour alimenter une unité de distillation cryogénique de l'air (production d'oxygène et d'azote liquide). D'autres débouchées sont envisageables, comme le refroidissement de centres de données, l'agroalimentaire (production de surgelés), la climatisation par réseau de froid, ou le dessalement de l'eau de mer.

### Cartes des terminaux
| Terminaux export |                                 |
|                  | Actif                           |
|                  | Ancien terminal import converti |
|                  | En construction/projet          |
|                  | Arrêté                          |
| Terminaux import |                                 |
|                  | Actif                           |
|                  | Ancien terminal export converti |
|                  | En construction/projet          |
|                  | Arrêté                          |

## Le GNL comme énergie finale
Le GNL peut aussi être distribué comme énergie finale, c'est-à-dire qu'au lieu d'être retourné à l'état gazeux et injecté dans un réseau de distribution de gaz, il est fourni tel quel à un utilisateur final : navire, véhicule ou installation hors réseau. On parle alors de GNL de détail.

### Approvisionnement
Pour les applications sur la terre ferme, le GNL est transporté à l'aide de citernes adiabatiques, livrées par camion (ou éventuellement par train). Les citernes utilisées pour le transport routier suivent généralement le format hors tout d'un conteneur de 40 pieds (12 mètres), offrant une capacité de l'ordre de 40 m3, transportant donc 16 tonnes environ de GNL.
Pour leur approvisionnement, deux cas de figure existent. La plupart du temps, les citernes sont chargées directement dans des ports méthaniers, qu'ils soient importateurs ou exportateurs — le GNL destiné à être une énergie finale est donc prélevé dans la chaîne du commerce international. À titre d'exemple, Fluxys a la capacité de charger 3 300 camions-citernes par an à Zeebruges.
Néanmoins, pour desservir des zones éloignées des grands ports méthaniers, il existe aussi des installations de liquéfaction à petite échelle, pouvant se situer loin des côtes et être destinées spécifiquement au déchargement de camions-citernes et/ou jouer le rôle de station-service pour les véhicules mus au GNL. Les installations de ce type sont nombreuses en Chine, où elles partagent le marché des citernes avec les grands ports méthaniers. Elles peuvent soit être alimentées par le réseau de gaz naturel, soit être positionnées sur des gisements de gaz naturel isolés (ou des gisements de pétrole produisant du gaz associé), qui ne peuvent être reliés à celui-ci. Ponctuellement, le biogaz est aussi valorisé de cette manière, c'est le cas pour celui produit par plusieurs stations d'épuration en région parisienne.

### Carburant pour navire
|                                                             |
| Le paquebot AIDAPrima, un des tout premiers navires au GNL. |

|                                                                                |
| Le Costa Smeralda, plus gros navire de croisière au monde fonctionnant au GNL. |

|                                            |
| Ferry Megastar, naviguant en mer Baltique. |

|                                                                          |
| Cargo mixte A Galeotta, assurant la liaison entre Marseille et la Corse. |

|                          |
| Navire soutier pour GNL. |

|                                          |
| Bateau de petit tonnage au GNL (Italie). |

L'utilisation du GNL comme carburant dans le domaine maritime est un secteur émergent. Le premier porte-conteneurs au GNL a été mis en service début 2016. Des paquebots utilisant ce carburant ont été commandés par les armateurs Costa Croisière, Carnival, MSC, et Royal Caribbean International. Dans le domaine des ferries, la compagnie Brittany Ferries a signé en décembre 2016 une lettre d'intention concernant un ferry de 185 m, qui serait le premier au monde et assurerait la liaison Caen-Portsmouth en 2019. Si le projet initial n'est finalement pas arrivé à son terme, l'armateur breton a toutefois mis en service son premier navire au GNL en 2022. Toujours en France, la compagnie corse Corsica Linea a également passé commande d'un navire de ce type le 25 juillet 2019 pour une livraison effective au mois de décembre 2022,. Le premier navire de soutage de GNL a été livré à Engie en février 2017. Trois armateurs japonais, chargés de transporter les voitures produites par Toyota, ont commandé en 2017 un total de vingt navires rouliers au GNL. Depuis janvier 2023, l'armateur Ferry Sunflower exploite le premier navire à passagers de l'archipel propulsé au GNL sur les liaisons entre le Kansai et l'île de Kyūshū. Début 2019, l'armateur allemand Hapag-Lloyd a annoncé avoir décidé la conversion au GNL d'un porte-conteneur déjà existant, ce qui est une première.
Si ces différents navires restent mus par des moteurs à piston, il existe des projets de navires au GNL propulsés par turbine à gaz : CMA CGM et ses associés étudient un projet de porte-conteneur de ce type. Passer au GNL permet de réduire pratiquement à zéro les émissions de certains polluants (oxydes d'azote, oxydes de soufre), ainsi l'armateur peut anticiper toute réglementation future sur les émissions des navires (en réaction à la création de zones d'émission contrôlée).
L'infrastructure de distribution de GNL à destination de la marine se met en place : ainsi le port du Havre a pour la première fois avitaillé un paquebot en GNL en 2016. Le GNL peut être produit directement dans un port par une petite unité de liquéfaction spécialisée. Néanmoins, dès lors qu'un port méthanier (d'importation ou d'exportation) existe dans la région, il est beaucoup plus économique de s'y approvisionner. Les navires peuvent parfois s'y avitailler directement. Sinon, un navire soutier spécialisé (ou micro-méthanier) s'avitaille dans le port méthanier, puis alimente les navires marchands, soit par transbordement direct, soit via un stockage intermédiaire dans le port.

### Alimentation en gaz hors réseau
|                                           |
| Transport routier par citerne (Finlande). |

|                            |
| Livraison de GNL (France). |

|                                                     |
| Cette citerne de GNL alimente un hôpital (Norvège). |

|                 |
| Citerne mobile. |

|                     |
| Évaporateur de GNL. |

Du GNL livré par citerne est utilisé pour alimenter en gaz naturel des installations ou des localités qui ne sont pas reliées au réseau de distribution de gaz naturel. Le GNL est alors en concurrence avec d'autres carburants livrables par cette méthode : fioul, propane et butane. L'installation comporte un ou plusieurs réservoirs adiabatiques, dans lesquels est transvasé le GNL apporté par le camion-citerne. Le GNL est regazéifié au fur et à mesure des besoins dans des évaporateurs refroidis par air. Le gaz est ensuite odorisé et utilisé pour les besoins énergétiques du site (chaudière ou cogénération par exemple). Il peut aussi alimenter un réseau local, pour une localité qui n'est pas reliée au réseau de gazoducs du pays, solution couramment déployée dans les régions isolées en Chine.
Pour un site industriel, une telle installation est souvent fournie dans le cadre d'une prestation de moyen ou long terme par une entreprise du secteur de l'énergie, qui s'occupe de la construction et de la maintenance de l'installation, ainsi que de l'approvisionnement. En France, Engie a créé en 2013 une filiale spécialisée dans ce genre de service, nommée LNGeneration.
Comparée à une alimentation au fioul, une telle installation demande un investissement en capitaux supplémentaire, mais présente plusieurs avantages : prix par unité d'énergie réduit, réduction des émissions de CO2 de l'ordre d'un quart, réduction drastique des pollutions atmosphériques locales, et diminution des coûts de maintenance des chaudières ou des moteurs (pas d'encrassement).

### Carburants routiers
|                                           |
| Ravitaillement d'un bus au GNL (Pologne). |

|                          |
| Un camion équipé au GNL. |

|                                          |
| Moteur de poids lourds Iveco au GNL/GNC. |

Si l'usage du gaz naturel comme combustible pour des véhicules lourds (et même des voitures) commence à être assez répandu, la forme la plus courante est le gaz naturel comprimé (GNC) compressé à 200 bars, le gaz naturel liquéfié restant un marché de niche : ainsi en 2015, aux États-Unis, il existait seulement 111 stations pour ravitailler des véhicules au GNL, contre 1563 pour le GNC.

#### Stations-service
Les stations-service fournissant du GNL peuvent être approvisionnées de deux façons. Certaines prélèvent du gaz naturel sur le réseau et disposent de leur propre unité de liquéfaction. Les autres sont alimentées par des camions apportant des citernes de GNL depuis un port méthanier, solution généralement plus économique.
Dans les deux cas, la station-service possède des réservoirs adiabatiques où est stocké le GNL en attente d'être chargé dans un véhicule. Le réservoir ne pouvant être parfaitement isolé, une petite quantité de GNL s'évapore en continu, et est collectée. Si la station possède sa propre unité cryogénique, il peut être retourné à l'état liquide. Sinon, la pratique la plus courante est de compresser ce gaz et de le verser au réservoir de GNC, il est alors livré aux véhicules utilisant ce carburant.

#### Véhicules au GNL
La première utilisation pratique du moteur conçu par FPT Industrial, le Cursor C8 NP a été réalisée par le constructeur de poids lourds IVECO, filiale du groupe Fiat S.p.A., en septembre 2014 avec son nouveau modèle Stralis 330 NP. Une première évolution est apparue avec le moteur Cursor C9 NP en juin 2016. IVECO a présenté le Stralis 400 NP, qui annonce une autonomie de 1 400 km. Lancé en octobre 2017, le nouveau Stralis 460 NP a démontré lors d'un essai en conditions réelles à l'automne 2018, entre Londres et Madrid, une autonomie de 1 728 km parcourus en deux jours et demi sans refaire le plein,. Après le nouveau moteur Cursor C13 460NP, IVECO révèle fin novembre 2018 une nouvelle version de ce moteur : C13 500NP EVO dont la puissance est portée à 500 ch DIN.
Comme dans toutes les applications du GNL, l'évaporation due à l'imparfaite isolation thermique du réservoir doit être gérée. Elle n'est pas un problème lorsque le véhicule circule, car elle est bien plus faible que le débit de gaz demandé par le moteur, mais le devient en stationnement. C'est d'ailleurs la principale raison qui rend le GNL peu viable pour les voitures particulières, qui passent bien plus de temps à l'arrêt que les véhicules lourds comme les semi-remorques, d'autant que les effets d'échelle tendent à rendre l'évaporation proportionnellement plus importante sur un petit réservoir. Les réservoirs des véhicules lourds au GNL sont généralement en acier, à double paroi, avec un vide relatif entre les deux parois, afin de réduire la conduction thermique autant que possible. L'évaporation, sur un réservoir de camion de plusieurs centaines de litres, concerne, en ordre de grandeur, 1 % du contenu par jour. Pour une courte période de stationnement, la pression augmente dans le réservoir (pression de vapeur, maintenant l'équilibre liquide/gaz : le carburant n'est pas perdu, il sera utilisé au démarrage. Mais après plusieurs jours, la pression maximale de fonctionnement pour laquelle le réservoir est conçu (de l'ordre de 15 bars) est atteinte, et une petite quantité de gaz est évacué via une soupape de sécurité. Cela interdit de stationner longtemps un véhicule GNL dans un espace confiné,.
Le GNL est extrait à l'état liquide du réservoir, et vaporisé dans un échangeur de chaleur, son froid résiduel contribue au refroidissement du moteur. Le carburant étant ramené à l'état gazeux avant son injection dans le moteur, le moteur lui-même est identique pour un véhicule GNL ou GNC. Le point d'auto-inflammation du méthane est très élevé : 580 °C, contre 257 °C pour le gazole. Une telle température n'étant jamais atteinte dans un moteur, un moteur au gaz naturel est à allumage commandé, avec une injection par boîtier papillon et un allumage par bougies. Il est donc similaire à un moteur à essence, à ceci près que l'auto-allumage étant quasiment impossible avec du méthane, il peut utiliser des taux de compression bien plus élevés, proches de ceux d'un diesel.

#### Impact environnemental
Concernant l'impact environnemental, une étude chinoise publiée en 2013 a quantifié les émissions de CO2 sur cycle complet de voitures alimentées au gaz naturel par différentes méthodes : GNC, GNL, essence synthétique issue du gaz, voiture électrique alimentée par une centrale à gaz. Il en ressort que le GNC et le GNL ont des émissions de CO2 totales quasiment égales à celles d'une voiture diesel classique. En revanche, si l'on ne tient pas compte de l'amont de la filière, le gaz naturel (qu'il soit comprimé ou liquéfié) réduit de manière spectaculaire les pollutions « locales » : oxydes d'azote et monoxyde de carbone, et certaines particules fines.
En 2019, une première enquête européenne menée par l'ONG écologiste Transport et Environnement produit des résultats plus alarmants, concluant à des émissions de gaz à effet de serre comparables à celles des camions diesel classiques, et trouvant des émissions d'oxyde d'azote jusqu'à cinq fois supérieures chez les camions roulant au GNL. Ainsi l'ONG a appelé à cesser les mécanismes d'incitation fiscale à l'utilisation du gaz (GNC ou GNL), ne les considérant pas comme une solution crédible pour réduire les pollutions ni pour réaliser une transition énergétique. En septembre 2019, une étude faite par l'IFP Énergies nouvelles conclut que « les véhicules roulant au GNV (fossile) présentent de meilleures émissions GES que leurs équivalents diesel et essence, que ce soit en 2019 ou en 2030 ».
En 2021, une nouvelle étude compare les émissions du camion S-Way d'Iveco, roulant au GNL, et le Stralis Diesel ; elle contredit les résultats de l'étude précédente. Sur la base des émissions mesurées par la Société allemande de recherche pour moteurs à combustion interne et thermodynamique (FTV), analysées par l'université de Graz, elle conclut, en incluant les émissions de CO2, N2O et CH4 de l'amont de la filière GNL que « les camions au GNL (gaz naturel liquéfié) ne représentent aucune perspective de réduction des émissions nocives et émettent plus de particules cancérigènes » ; sur 20 ans, un camion roulant au GNL émet en moyenne 13,4 % de plus de GES qu'un camion à moteur Diesel. 
La solution GNL émet certes au pot d'échappement moins de CO2, quasiment pas de N2O et un peu plus de CH4 que le diesel, mais les émissions totales de la filière dépassent celles de la filière gazole en raison de fuites de méthane et des GES émis pour la liquéfaction du gaz naturel en GNL et son transport. Toutefois, précise l'étude, sur un siècle, le GNL aurait un bilan moins négatif que le diesel avec 7,5 % d'émissions de GES en moins selon T&E car le CH4 ne perdure qu'une douzaine d'années dans l'atmosphère, alors que le CO2 y perdure en moyenne un siècle. Or le méthane est aussi un gaz-clé en termes d'urgence climatique, mais un nombre croissant de pays envisagent une sortie des carburants fossiles bien avant un siècle.
Cette étude a affiné les analyses d'émissions de particules ultrafines (PUF), montrant que le camion Iveco-GNL émet en moyenne 2 à 3 fois plus de PUF de plus de 23 nm que le camion-Diesel, surtout en ville (62 à 91 % de moins que le diesel sur l'autoroute, et 56 % de moins sur les routes de campagne mais beaucoup plus en ville). Concernant les PUF de moins de 4 nm, la solution GNL en émet 37 fois plus que le camion Diesel (18 fois plus en zone urbaine et 147 fois plus en zone rurale), dépassant parfois le seuil légal d'émissions. Seules les émissions d'oxydes d'azote (NOx) sont fortement réduites (-60 % environ, surtout sur les routes de campagne) par la solution GNL versus Diesel.

#### Aspects économiques et règlementaires
Le GNL doit être comparé, économiquement, à la fois au diesel et au GNC. Le principal handicap du GNC est, du fait de la faible densité de ce combustible, une forte réduction de l'autonomie comparée à un camion diesel, elle dépasse rarement 600 km. À l'inverse le GNL se bat quasiment à armes égales face au diesel sur ce critère, et de nombreux modèles dépassent largement les 1 000 km d'autonomie. Le besoin de longues étapes entre deux ravitaillements est le critère déterminant pour le choix du GNL face au GNC.
Une directive européenne prévoit qu'en 2025, les pays de l'Union européenne soient équipés d'une station GNC tous les 150 km et d'une station GNL tous les 400 km au plus : le besoin est moindre pour les véhicules GNL du fait de la différence d'autonomie.

### Carburant ferroviaire
Dans le domaine ferroviaire, l'intérêt pour le GNL est plus récent. Par exemple, les chemins de fer russes ont expérimenté à partir de 2013 une locomotive de manœuvre au GNL et comptent la produire en série.
En Espagne, la RENFE a procédé début 2018 à des tests sur un autorail au gaz naturel liquéfié sur une petite ligne des Asturies. Un opérateur estonien prévoit de mettre en service une locomotive fret à GNL fin 2020.

### Carburant aérien et spatial
Le Tupolev Tu-155 soviétique fit la démonstration de l'utilisation du GNL dans un avion de ligne en 1989. Bien qu’étant un succès technique, l'expérience n'a pas eu de suite. Le gaz naturel liquéfié a un coût par unité d'énergie inférieur de 70-80 % à celui du carburant aviation et présente également un intérêt environnemental considérable. Le GNL offre moins d'énergie par unité de volume que le kérosène, mais davantage par unité de masse, ainsi un avion de ligne au méthane liquide ne présenterait qu'un faible désavantage en matière d'autonomie par rapport à son équivalent traditionnel. Néanmoins, la perspective de déployer le GNL à grande échelle se heurte à des obstacles redoutables en matière d'infrastructures (installations cryogéniques dans les aéroports) et de réglementation.
Le GNL peut aussi être utilisé comme ergol pour des lanceurs spatiaux. C'est le cas du lanceur lourd américain New Glenn, dont le premier étage doit voler en 2021, ainsi que du lanceur privé chinois Zhuque-2.

## Le GNL comme approvisionnement d'appoint sur le réseau de gaz naturel
Il existe des installations de liquéfaction, stockage et regazéification de gaz naturel, placées à des nœuds du réseau de distribution, dont le rôle est de pouvoir réinjecter rapidement du gaz dans ce dernier pour répondre aux pics de demande. Plus de cent installations de ce type existent aux États-Unis, tandis qu'au Royaume-Uni la dernière a fermé en 2016. Les terminaux d'importations jouent le même rôle en injectant le gaz selon la demande. Cette capacité de répondre aux pics de demande représente une faculté de stockage complémentaire au stockage souterrain du gaz, qui fonctionne à plus long terme.
Certaines installations sont uniquement aptes à regazéifier le GNL, et sont donc alimentées par camion depuis un port méthanier. La transport par camion vient donc, ici, en appoint du réseau en limite de capacité pendant les pics de demande hivernale. En juin 2020, les États-Unis ont autorisé le transport de gaz naturel liquéfié par train à cette fin, décision controversée en raison des risques d'accident.